# Haarmühle

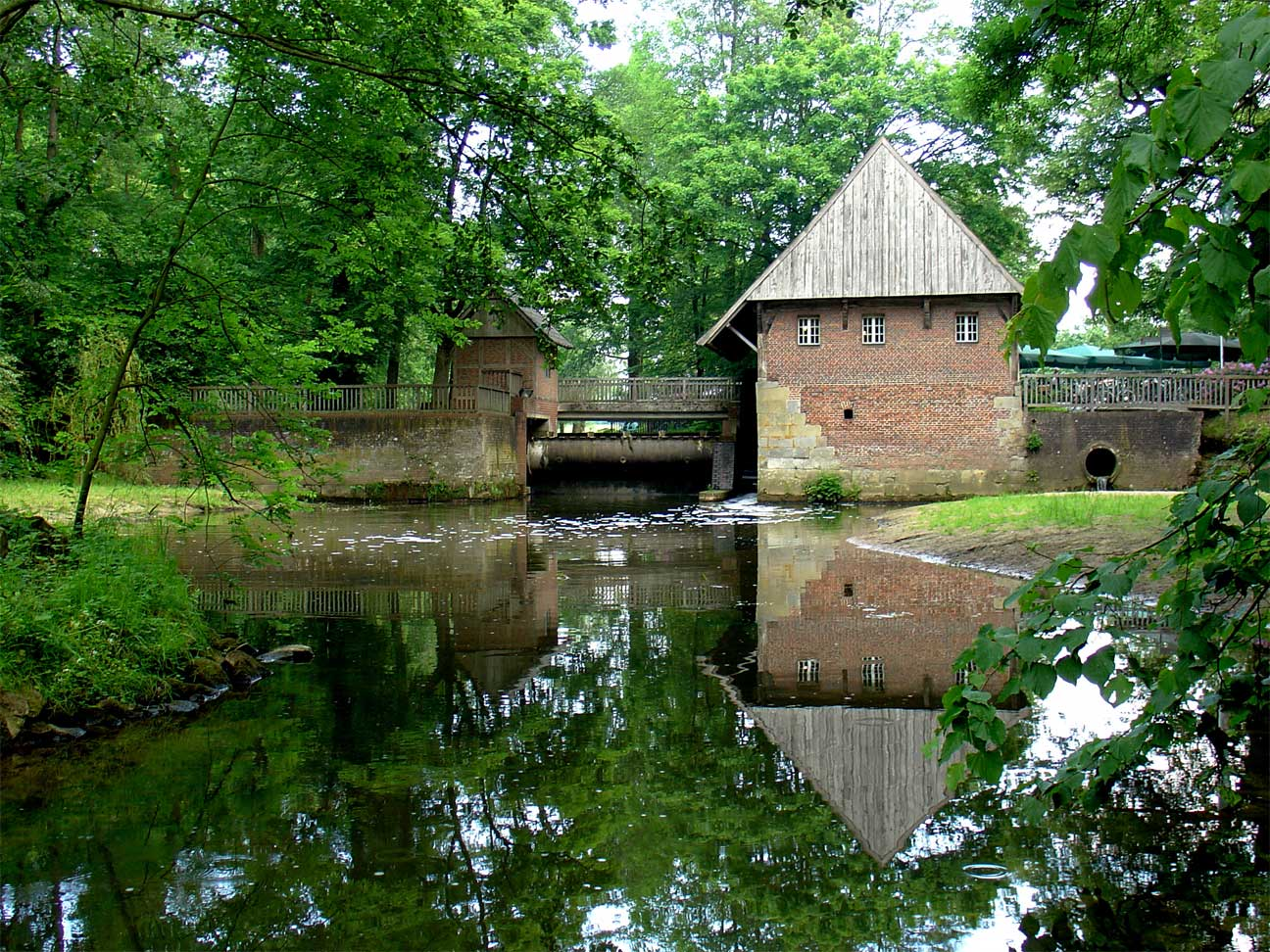
Haarmühle

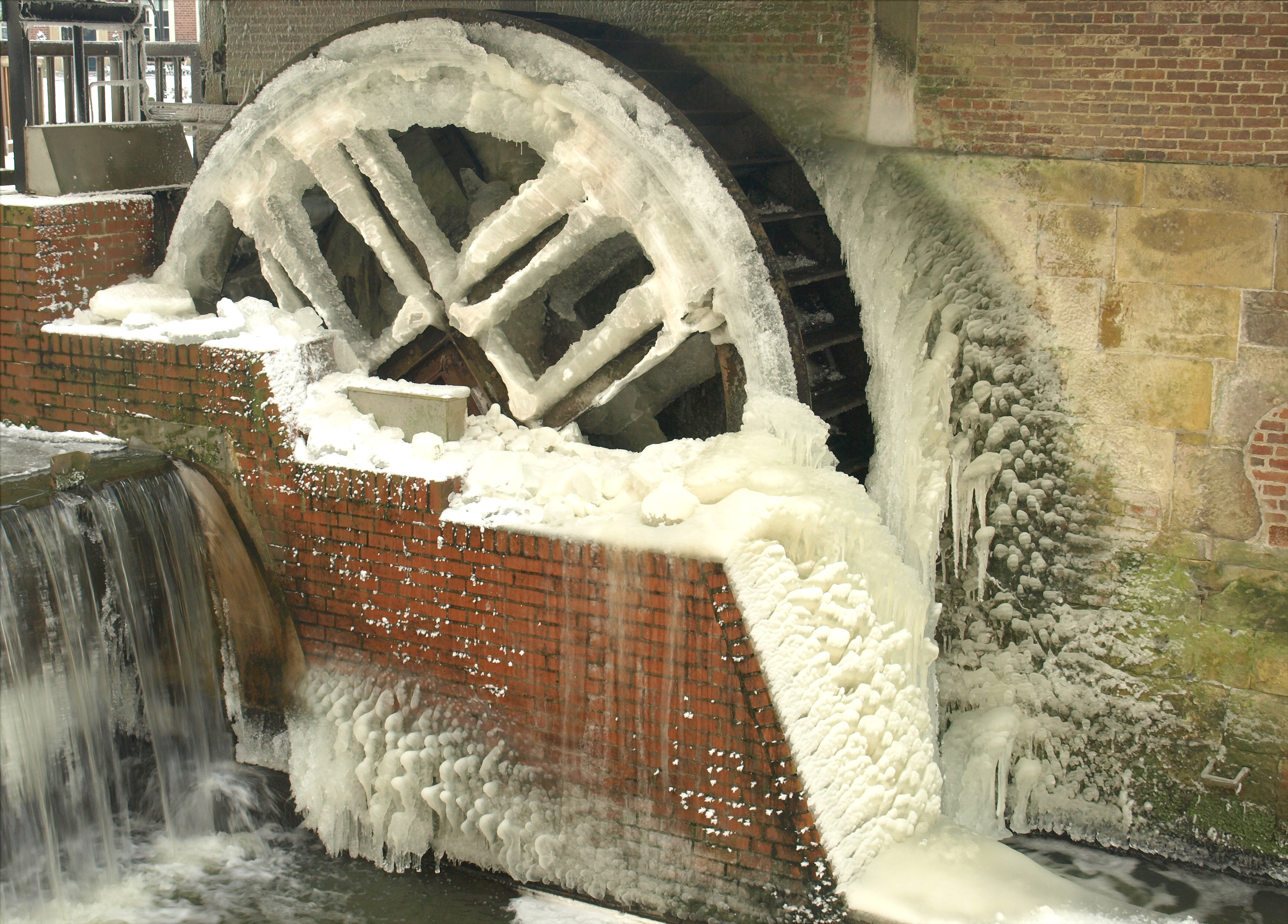
Vereistes Wasserrad der Mühle

Die Haarmühle ist ein denkmalgeschütztes Profangebäude am Beßlinghook 57 in Alstätte, einem Dorf in der Gemeinde Ahaus im Kreis Borken (Nordrhein-Westfalen).

## Geschichte und Architektur
Die Wassermühle an der niederländischen Grenze wurde 1331 erstmals urkundlich erwähnt. Sie befand sich nachweislich 1350 in bischöflichem Besitz. Das an der Alstätter Aa gelegene Gebäude wurde 1619 errichtet. Eine Renovierung durch Peter Pictorius d. J. ist nach einer Inschrift auf dem Wappenstein von Fürstbischof Clemens August belegt.
Der Fachwerkbau mit Backsteinausfachung steht auf einem massiven Werksteinsockel. Die Ankerbalkenkonstruktion wurde mit geschweiften Hängeknaggen ausgeführt.